# كاتسبية
كاتسبية (الاسم العلمي: Catesbaea) هو جنس من النباتات المزهرة ينتمي إلى الفصيلة الفوية.يتواجد في جزر الهند الغربية وجزر الباهاما وفلوريدا كيز. تمت تسمية الجنس على شرف عالم الطبيعة الإنجليزي مارك كاتسبي.